# Kimi ni Aitakute
Kimi ni Aitakute è un singolo del cantante rock giapponese Gackt pubblicato il 7 ottobre 2004.

## Tracce
1. Kimi ni Aitakute – 5:37
2. Peace – 4:17
3. Kimi ni Aitakute (instrumental) – 5:37
4. Peace (instrumental) – 4:08